# Uvolněte se, prosím

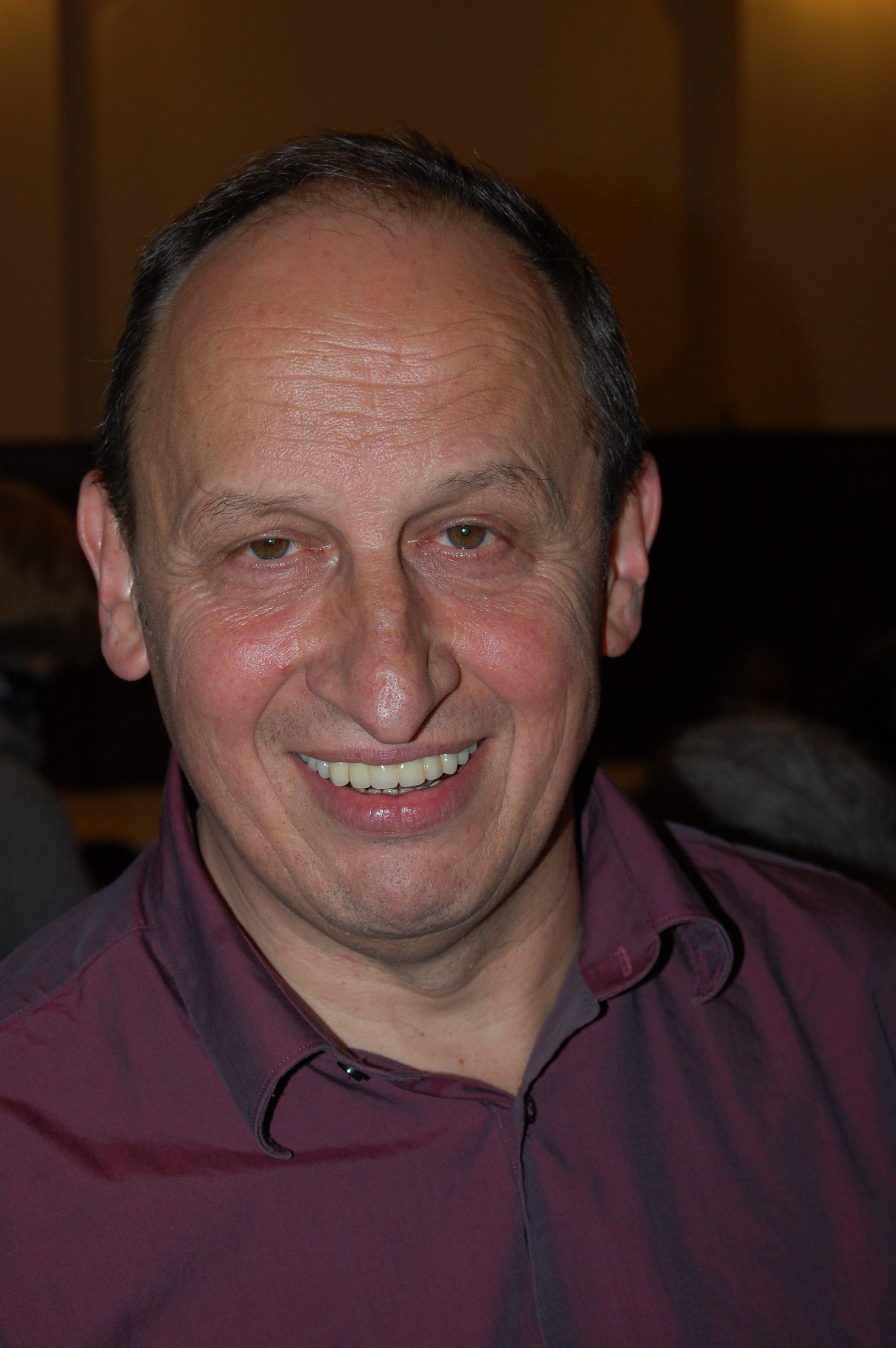
Moderátor pořadu Jan Kraus

Uvolněte se, prosím je pořad České televize, který moderoval Jan Kraus. Vysílal se od 19. listopadu 2004 do 25. června 2010 každý páteční večer. Natáčení probíhalo v pražském divadle Ponec. Diváci zhlédávali asi hodinu a půl dlouhé představení, které bylo pro vysílání v televizi zkráceno přibližně na 45 minut.

## Obsah
Jednalo se o talk show obvykle se třemi hosty. První dva hosté byli zpravidla veřejně známé osobnosti. Třetí host byl většinou zajímavý či něčím výjimečný člověk z řad široké veřejnosti.
O letních prázdninách byly vysílány reprízy nejúspěšnějších dílů. Nesestříhané verze pořadů vyšly i na DVD nosičích.
V roce 2009 se v pořadu ztrapnila Kateřina Jacques, politička Strany zelených, když nebyla schopna vysvětlit, co to je biomasa. 18. září 2009 bylo odvysíláno dvousté pokračování pořadu.
Na konci května roku 2010 ohlásil Jan Kraus konec svého pořadu kvůli sporům s Českou televizí. Poslední díl se vysílal 25. června 2010. Hlavním hostem byl tehdejší předseda vlády Jan Fischer. Jan Kraus poté navázal novým pořadem Show Jana Krause na Primě. Česká televize nasadila pro páteční večer talkshow Karla Šípa Všechnopárty.

## Hosté
Alena Antalová, Jarmila Balážová, Alice Bendová, Lucie Benešová, Lucie Bílá, Dagmar Bláhová, Pavel Bobek, Hynek Bočan, Jiřina Bohdalová, Jitka Boho, Ondřej Gregor Brzobohatý, Jan Budař, Ilona Csáková, Tereza Černochová, Jitka Čvančarová, Jan Antonín Duchoslav, Daniel Dvořák, Vojtěch Dyk, Fero Fenič, Táňa Fischerová, Aňa Geislerová, Kryštof Hádek, Václav Havel, Hana Hegerová, Juraj Herz, Eva Holubová, Jiří Hromada, Markéta Hrubešová, Jan Hřebejk, Karel Hvížďala, Boris Hybner, Vlasta Chramostová, Ladislav Chudík, Věra Chytilová, Markéta Irglová, Martha Issová, Vítězslav Jandák, Jana Janěková, Petra Janů, Eva Jeníčková, Andrea Kalivodová, Eva Kantůrková, Martin Klásek, Bohumil Klepl, Ivan Klíma, Milan Kňažko, Ester Kočičková, Barbora Kodetová, Tereza Kostková, Vojtěch Kotek, Pavel Kožíšek, Simona Krainová, Richard Krajčo, Jiří Krampol, Adam Kraus, Ivan Kraus, Zuzana Kronerová, Jiří Krytinář, Pavel Kuka, Daniel Landa, Pavel Landovský, Milan Lasica, Jiří Mádl, Jiří Macháček, Kamila Magálová, Leoš Mareš, Milan Markovič, Tomáš Matonoha, Klára Melíšková, Olga Menzelová, Stanislav Milota, Richard Müller, Věra Nerušilová, Petra Nesvačilová, Nguyen Phuong Thao, Miroslav Noga, Soňa Norisová, Rostislav Novák ml., Kristýna Nováková-Fuitová, Petr Novotný, Pavel Nový, Jiří Ornest, Halina Pawlowská, Iva Pazderková, Iva Pekárková, Stanislav Penc, Tereza Pergnerová, Eva Pilarová, Zdeněk Pohlreich, Josef Polášek, Marie Poledňáková, Chantal Poullain Polívková, Agáta Prachařová, Yvonne Přenosilová, David Rath, Miloš Rejchrt, Andrea Kerestešová, Radek Štěpánek, Jarmila Šuláková, Lenka Termerová, Sagvan Tofi, Jaroslav Tomsa, Adela Vinczeová, Lenka Vlasáková, Roman Vojtek, Helena Vondráčková, Vlastimil Vondruška, Marta Verner a další